# Mabel Rivera
Maria Isabel Rivera Torres (Ferrol, 20 de junho de 1952) é uma actriz galega.[carece de fontes?]

## Biografia
No final da década de 70 desloca-se para Compostela, onde estuda Filologia Inglesa e se inicia no teatro amador. Em 1984 acaba os seus estudos universitários e começa a trabalhar profissionalmente no recém-criado Centro Dramático Galego. Nos anos a seguir, participará em produções como Os velhos não devem de namorar-se, de Castelao.
Na Galiza fez grande sucesso com a série de televisão Pratos feitos, que começou a se emitir em 1995, interpretando o papel de “Balbina”. Mas será só em 2004 que atingirá o reconhecimento internacional pelo seu papel no filme “Mar Adentro”. Por este trabalho foi premiada, pela Academia das Artes e das Ciências Cinematográficas da Espanha, com o Prémio Goya à melhor actriz de partilha. De aí para a frente, tem participado em importantes filmes (como O orfanato, em 2007),[carece de fontes?] obras teatrais (O Clube do Tricô, da companhia Teatro do Morcego), e séries de televisão (como Livro de Família, produzida pela Televisão da Galiza).
Nos últimos anos tem reforçado o compromisso social e político, tomando parte activa em movimentos e plataformas cidadãs como Nunca Máis ou Não à Guerra, que articularam os protestos populares contra a gestão, por parte dos governos galego e espanhol, do acidente do petroleiro Prestige, em 2002, e da invasão do Iraque, em 2003. Na actualidade, faz parte do colectivo 'Galiza não se vende', que age em defesa do meio natural frente à especulação urbanística e as actividades industriais altamente poluentes, agressivas e desrespeitosas com o ambiente. Nesta linha dirigiu, com a colaboração do seu companheiro, o produtor e técnico de fotografia Henrique Banet, os documentários Uma lousa sobre o Courel e O salário do silêncio. No primeiro, Mabel Rivera denuncia as graves repercussões que a extracção de lousa, em canteiras ilegais, está a ter sobre a serra galega do Courel. No segundo dos documentários, O salário do silêncio, são mostradas as irregularidades na instalação da central de gás natural Reganosa, no interior da ria de Ferrol.
Em 2009, Mabel Rivera recebeu em Compostela o prestigioso Prémio Cineuropa em reconhecimento a toda a sua trajectória profissional.